# Big Hit Music
Big Hit Music (em coreano: 빅히트 뮤직; anteriormente Big Hit Entertainment) é uma agência de artistas e gravadora sul-coreana, fundada em 2005 por Bang Si-hyuk. Em março de 2021, realizou uma reestruturação corporativa e passou a fazer parte da HYBE Corporation, tornando-se uma subsidiária. A empresa gerencia a carreira do solista Lee Hyun e dos grupos masculinos BTS e TXT. Já foi casa da solista Lim Jeong-hee e dos grupos 8Eight, 2AM e Glam.

## História

### 2005–2021: Big Hit Entertainment
A Big Hit Entertainment foi fundada no dia 1 de fevereiro de 2005 e assinou um contrato de gerenciamento com o trio de vocais 8Eight em 2007. Em 2010, a empresa assinou um contrato de gerenciamento conjunto com a JYP Entertainment, com o intuito de que a Big Hit Entertainment gerenciasse o grupo masculino 2AM. Naquele mesmo ano, Bang Si-hyuk assinou com o RM, o primeiro membro do BTS, e lançou uma audição em escala nacional para recrutar outros membros para o grupo. BTS estreou pela Big Hit Entertainment no dia 12 de junho de 2013.
Em 2012, a empresa assinou com Lim Jeong-hee e formou o grupo feminino GLAM, em uma colaboração com a sua futura subsidiária Source Music. O grupo ficou ativo até 2014, quando foi necessária a separação das integrantes, em decorrência dos escandâlos envolvendo a integrante Kim Da-hee, que foi sentenciada a prisão, depois de ser investigada e acusada por chantagens financeiras e emocionais contra o ator Lee Byung-hun.
Ao final do contrato conjunto entre a Big Hit Entertainment e a JYP Entertainment em abril de 2014, três membros do 2AM retornaram para a JYP, enquanto Lee Chang-min decidiu continuar com a Big Hit para focar na sua carreira solo e integrar o duo Homme. Nesse ano também houve o término do contrato do trio 8Eight, após os contratos de Baek Chan e Joo Hee terem chegado ao fim.
Em maio de 2015, o contrato de Lim Jeong-hee chegou ao fim após 3 anos de atividades e o Signal Entertainment Group, uma empresa listada na KOSDAQ e especializada no gerenciamento de artistas e produção para televisão, adquiriu a Big Hit por aproximadamente 6 milhões de dólares, através de uma negociação convertível. No começo de 2016, a Big Hit reverteu a sua relação com o Signal Entertainment Group, voltando a ser uma empresa independente.
Em fevereiro de 2018, após o contrato de Chang-min chegar ao fim, o duo Homme se separou. Ele deixou a empresa com o objetivo de iniciar a sua própria agência de entretenimento enquanto Lee Hyun continuou como um artista solo. Em outubro, os membros do BTS renovaram seus contratos com a agência por mais 7 anos.
Em março de 2019, a Big Hit estreou o seu segundo grupo masculino, Tomorrow X Together (TXT).

### 2021–presente: Big Hit Music
Na segunda semana de março de 2021, a Big Hit Entertainment anunciou sua renomeação sob o nome Hybe Corporation. Em 19 de março, a empresa publicou uma apresentação online detalhado sua reestruturação organizacional, e afirmou que o nome "Big Hit Entertainment" (referente às operações musicais da empresa) se tornaria Big Hit Music sob a nova divisão de selos da Hybe. A renomeação foi confirmada na reunião de acionistas do dia 30 de março.

## Artistas

### Grupos
- BTS
- Tomorrow X Together

### Solistas
- Lee Hyun
- RM
- August D
- J-Hope
- Jin
- Jimin
- Midnatt
- Jungkook
- V

### Produtores
- "Hitman" Bang[17]
- Pdogg
- Slow Rabbit
- Supreme Boi
- Suga
- RM
- J-Hope

### Coreógrafos
- Son Sung-deuk